# Humphrey Anson
Humphrey Anson (Voorburg, Commewijne, 26 november 1938 – 28 juni 2022) was een Surinaams drummer. Hij had een eigen drumstijl en introduceerde nieuwe technieken in de kaseko. Hij wordt de grootste kasekodrummer uit de Surinaamse muziekgeschiedenis genoemd.

## Biografie
Humphrey Anson speelde jarenlang in Conjunto Latinos en had een herkenbare drumstijl die goed te horen is in de hit Ram bigi dam. In zijn stijl gebruikte hij een eigen soort roffel. Zijn toms en breaks vonden navolging en zijn begin 21e eeuw niet meer weg te denken uit de kasekomuziek. Dankzij deze stijl wordt hij wel een legendarische drummer genoemd, en ook de grootste kasekodrummer uit de Surinaamse muziekgeschiedenis. Randolph Mathurin alias Pa Rani was de bandleider van Cunjunto Latinos en weigerde eens om zonder Anson op te treden.
Anson was een voorbeeld voor veel drummers, zoals Regillio Koorndijk alias Karoe Kasekodatra (Yakki Famirie), Guno Bommel (The Funmasters), Romeo Olymph (Master Blaster) en Dwight Starke. 
Hij overleed op 28 juni 2022; zijn gezondheidssituatie was toen al een tijd verslechterd. Humphrey Anson is 83 jaar oud geworden.